# Kassaskåp

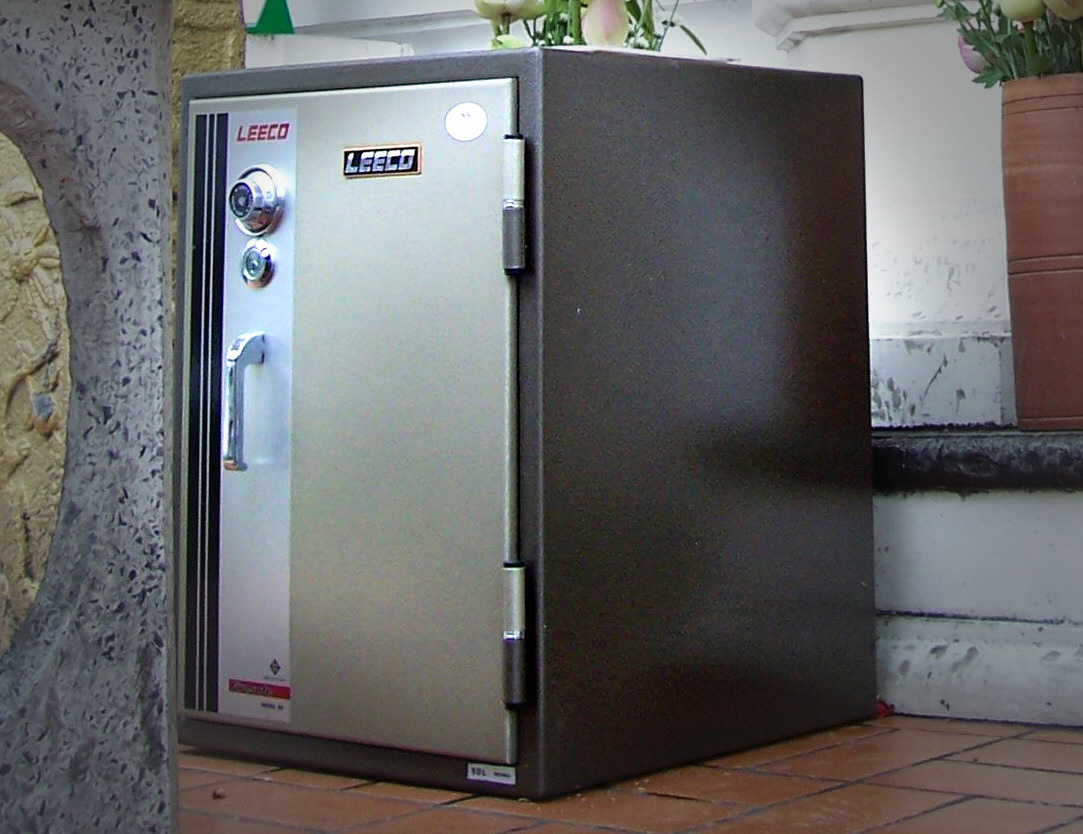
Kassaskåp.

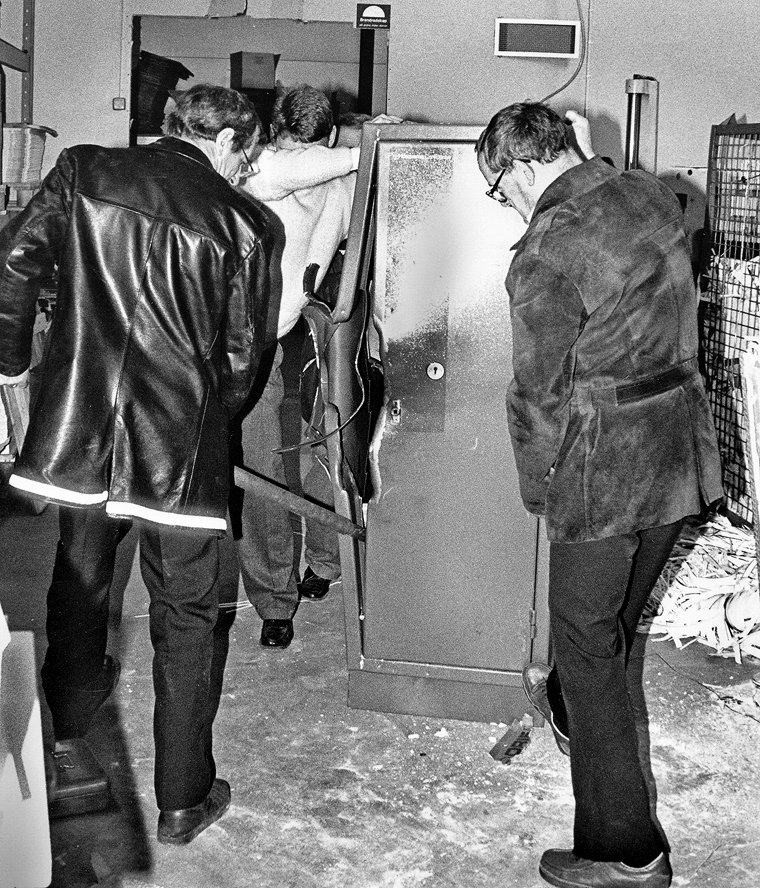
En polistekniker försöker bända upp ett kassaskåp efter en misslyckad sprängkupp i Malmö 1986.

Ett kassaskåp är ett skåp avsett att låsa in värdesaker i. Skåpet är utformat så att det ska vara svårt att komma in i för obehöriga och att innehållet i skåpet ska tåla hög värme, vid brand. Kassaskåpet är ofta tillverkat i stålplåt med armering. Armeringens beskaffenhet är ibland hemlig för att försvåra för kriminella.
Kassaskåp finns i en mängd olika klassningar och kan vid vissa klassningar även kallas för värdeskåp eller stöldskyddsskåp. Innan ett skåp får sin svenska klassning och blir godkänt av försäkringsbolagen så genomförs ett antal tester.
Ordet "kassaskåp" är belagt i svenska språket sedan 1862.
Några av de klassningar som finns är:
- EN 1143-1 (Europanorm med olika steg, Grade 0 - 7)
- SS 3492 (Svensk stöldtest i enlighet med svenska stöldskyddsförening)
- SS 3493 (Svensk stöld- samt brandtest i upp till 60 minuter för papper)
- SS 3150/INSTA 610 (Samnordiskt stöld- samt brandtest i upp till 60 minuter för papper)